# Paracymothoa parva
Paracymothoa parva is een pissebed uit de familie Cymothoidae. De wetenschappelijke naam van de soort is voor het eerst geldig gepubliceerd in 1976 door Taberner.